# 显应寺 (北京)
显应寺，俗称“皇姑寺”，位于北京市石景山区西黄村路西黄村西，是一座汉传佛教的尼庵。

## 历史
显应寺始建于明朝正统年间，原名“顺天保明寺”。明朝嘉靖四年（1525年）《敕赐顺天保明寺碑记》记载：“阜成门外香山乡西黄村有寺名曰‘顺天保明’，盖自正统年间女僧吕氏所创造。”孙承泽所著《天府广记》记载：“顺天保明寺，天顺中建，俗称皇姑寺。正统八年征也先，陕西吕尼叩马谏而死。及复辟，乃为建寺，肉身尚在寺中。”可见女尼吕氏在正统八年叩马谏明英宗不要出征也先，遂死，顺天保明寺是明英宗复辟之后为吕氏女尼敕建的寺院。
对于该寺的建立，有许多传说。明朝正统十四年（1449年），瓦剌首领也先率骑兵进攻大同，明朝时有宦官王振把持朝政，经王振劝说，明英宗率50万大军御驾亲征。传说，他们行至居庸关，女尼吕氏化作疯婆拦驾，劝谏明英宗，称此次出师会不利。明英宗不听，随后遭土木堡之变，明军全军覆没，明英宗被俘，王振死在乱军之中。又传说，明英宗被关押期间，女尼吕氏多次出现，为明英宗送水送饭。明英宗被俘后，景泰帝继位为明朝皇帝，瓦剌见明英宗已无利用价值，便将其放回。景泰八年，明英宗发动夺门之变，重登皇位。传说，明英宗感念吕氏的救命之恩，封吕氏为御妹，并于天顺元年（1457年）为其建寺，赐额“敕赐保明寺”，民间俗称“皇姑寺”。
明朝人蒋一葵的《长安客话》记载：“自平坡东转，望都城，平沙数十里。中经黄村，有保明寺，是女道尼修道处……凡贵家女缁髡皆居其中，人不易入。”这是说，当时保明寺是贵家妇女才能进入，普通人无法随意进入。
明朝弘治年间，保明寺的开山祖师女尼吕氏已故，第二代住持是吕氏的弟子杨氏。据说，杨氏善于搞人际关系，在担任住持期间，保明寺和明朝朝廷关系更加密切，弘治年间成为皇家香火院。明孝宗为保明寺下了一道敕令，免除了保明寺六顷七十六亩田的粮税，且规定禁止任何人侵占该寺田土，不得毁坏垣宇，敢有不遵此命者，以法论之。
明世宗时，保明寺为自身发展，不仅接待内宫嫔妃宫娥及贵族，也开始接待普通民众。此时，虽然仍是分别接待这两方面人员，但避免不了两方面人员的混杂，这引来了流言蜚语。实际上，自嘉靖六年起，便一直有大臣接连上奏皇帝，要求拆毁保明寺，最终获明世宗允许。但皇太后们当即反对，最终皇太后一方占上风，保明寺获保留，但建寺之初的敕额要交回，这便否定了保明寺的皇家寺院地位。为防止毁寺之事再发生，慈寿皇太后于嘉靖十二年（1533年）将天顺六年（1462年）所铸的铜钟重新翻铸，作为保明寺的“擎天柱”（这口“保明寺钟”后来被大钟寺古钟博物馆收藏）。此后，保明寺又经历了多次被拆而复建的过程。
明末清初，保明寺毁于火灾。清朝康熙年间，康熙帝在康熙五十年（1711年）开始重修该寺，康熙五十八年正月（1719年）落成。因为“保明”一名有保卫明朝之嫌，所以康熙帝赐名“显应寺”。此后，显应寺自皇家寺院逐步变为民间寺院。
旧时，农历每年四月初一日至十五日，显应寺举办庙会。四月初一日开山门，四月初八日为“佛诞日”。从四月初一至初八，京城各处的香客云集显应寺礼拜，庆祝佛诞。在此期间，显应寺举办热闹的庙会，每天庙会上有成千上万的善男信女参加。四月初九以后，庙会参加者逐渐减少，四月十五日显应寺关山门。
中华人民共和国成立后，显应寺的女尼还俗，庙会停办。显应寺逐步挪作他用，用作学校教室、民居，受到很多拆改，破坏严重。2007年8月16日，皇姑寺（显应寺）修缮工程开工仪式举行。此次修缮是北京市、石景山区人民政府及文物部门投入修缮资金进行保护修缮，这是皇姑寺百余年来最大一次修缮，是北京市“人文奥运文物保护计划”项目。为了确保此次修缮工程的开工，石景山区人民政府投资600多万元人民币，搬迁了寺内居民。北京市文物局安排北京市人民政府专项修缮经费400万元人民币，用于皇姑寺内的天王殿、普贤真人楼、观音殿、吕祖圣母殿西配殿、东藏经楼、西方接引楼、药师阁以及东西耳房等建筑遗址的清理、整体围墙修复、院内地面铺装等工程。修缮后的该寺将作为博物馆对社会开放。

## 建筑
该寺坐北朝南，初建时有四进院落。
- 第一进院：正殿为天王殿，天王殿内两侧塑有四大天王像，中央供奉弥勒佛，弥勒佛壁后塑有双手捧降妖杵的韦驮像。天王殿外的东西两侧有钟楼，钟楼内各悬挂一口铜钟，一为慈寿皇太后命人翻铸的铜钟，另一口是万历元年（1573年）万历帝之母慈圣皇太后率信徒1700多人捐赠的铜钟。两口铜钟的形制、尺寸大致相同，现均收藏在大钟寺古钟博物馆。[2]
- 第二进院：正殿为观音殿，面阔三间，硬山正脊。观音殿前立有两通石碑。东配殿内供奉龙王像，左侧有电母，右侧有雷公。西配殿正中供奉土地神，左侧有青苗神，右侧有马王神。[2]
- 第三进院：正殿为吕祖（呂尼）殿，为显应寺的主殿，此殿面阔五间，硬山正脊，殿内供奉显应寺的开山祖师吕尼、第二代祖师杨尼、第五代祖师张尼的塑像，塑像两旁立有金童玉女。吕尼的全身舍利原来供奉在这里，如今早已无存。吕祖殿东配殿供奉碧霞元君。西配殿供奉千手觀音。[2]
- 第四进院：正殿为药师阁，俗称“大佛殿”。药师阁内两侧立有十八罗汉。药师阁西侧有楼，早年是该寺住持的住所。西配殿供奉关羽像，东配殿供奉灌口二郎神像。药师阁后面是寺内女尼的禅房，共72间，各自有名目。[2]